# Communauté de communes du Val d’Eygues
Die Communauté de communes du Val d’Eygues ist ein ehemaliger französischer Gemeindeverband mit Rechtsform einer Communauté de communes im Département Drôme, dessen Verwaltungssitz sich in dem Ort Nyons befand. Er ist nach dem Tal (französisch val) des Flusses Eygues benannt und wurde nach einem Erlass vom 5. Dezember 1997 noch am selben Tag gegründet. Der Gemeindeverband bestand aus 20 Gemeinden auf einer Fläche von 337,9 km2.

## Aufgaben
Zu den vorgeschriebenen Kompetenzen gehörten die Entwicklung und Förderung wirtschaftlicher Aktivitäten und des Tourismus sowie die Raumplanung auf Basis eines Schéma de Cohérence Territoriale. Der Gemeindeverband bestimmte die Wohnungsbaupolitik. In den Bereichen Infrastruktur und Umwelt betrieb er die Straßenmeisterei, die Wasserversorgung, Abwasserentsorgung und die Müllabfuhr und -entsorgung.

## Historische Entwicklung
Der Gemeindeverband fusionierte mit Wirkung vom 1. Januar 2017 mit
- Communauté de communes du Pays de Rémuzat,
- Communauté de communes du Pays du Buis-les-Baronnies und
- Communauté de communes des Hautes Baronnies

und bildete so die Nachfolgeorganisation Communauté de communes des Baronnies en Drôme Provençale.

## Ehemalige Mitgliedsgemeinden
Folgende 20 Gemeinden gehörten der Communauté de communes du Val d’Eygues an:
| Gemeinde                 | Einwohner 1. Januar 2022 | Fläche km² | Dichte Einw./km² | Code INSEE | Postleitzahl |
| ------------------------ | ------------------------ | ---------- | ---------------- | ---------- | ------------ |
| Arpavon                  | 73                       | 13,4       | 5                | 26013      | 26110        |
| Aubres                   | 422                      | 20,3       | 21               | 26016      | 26110        |
| Châteauneuf-de-Bordette  | 101                      | 15,3       | 7                | 26082      | 26110        |
| Chaudebonne              | 60                       | 20,8       | 3                | 26089      | 26110        |
| Condorcet                | 506                      | 22,4       | 23               | 26103      | 26110        |
| Curnier                  | 211                      | 8,0        | 26               | 26112      | 26110        |
| Eyroles                  | 22                       | 8,8        | 3                | 26130      | 26110        |
| Le Poët-Sigillat         | 117                      | 15,4       | 8                | 26244      | 26110        |
| Les Pilles               | 225                      | 5,8        | 39               | 26238      | 26110        |
| Mirabel-aux-Baronnies    | 1.514                    | 22,6       | 67               | 26182      | 26110        |
| Montaulieu               | 88                       | 13,1       | 7                | 26190      | 26110        |
| Nyons                    | 6.794                    | 23,4       | 290              | 26220      | 26110        |
| Piégon                   | 240                      | 10,2       | 24               | 26233      | 26110        |
| Sahune                   | 298                      | 16,6       | 18               | 26288      | 26510        |
| Sainte-Jalle             | 326                      | 18,2       | 18               | 26306      | 26110        |
| Saint-Ferréol-Trente-Pas | 221                      | 21,5       | 10               | 26304      | 26110        |
| Saint-Maurice-sur-Eygues | 795                      | 8,8        | 90               | 26317      | 26110        |
| Valouse                  | 41                       | 6,3        | 7                | 26363      | 26110        |
| Venterol                 | 632                      | 31,7       | 20               | 26367      | 26110        |
| Vinsobres                | 1.005                    | 35,4       | 28               | 26377      | 26110        |